# PSIM Yogyakarta
Persatuan Sepakbola Indonesia Mataram, kurz PSIM ist ein Fußballverein aus der Stadt Yogyakarta, Indonesien. Der Verein wurde 1929 im damaligen Niederländisch-Indien als Persatuan Sepakraga Mataram (PSM) gegründet. 1930 erfolgte dann die Umbenennung in PSIM. Der Name erinnert an das Königreich Mataram, aus dem das heutige Sultanat Yogyakarta hervorging.
Aktuell spielt der Verein in der zweithöchsten Liga des Landes, der Liga 2.

## Stadion
Seine Heimspiele trägt der Verein im  35.000 Zuschauer fassenden Mandala Krida Stadion aus. Das Stadion, das 2013 das letzte Mal renoviert wurde, ist ein möglicher Standort für die U-20 Weltmeisterschaft 2021 und soll dafür renoviert werden.

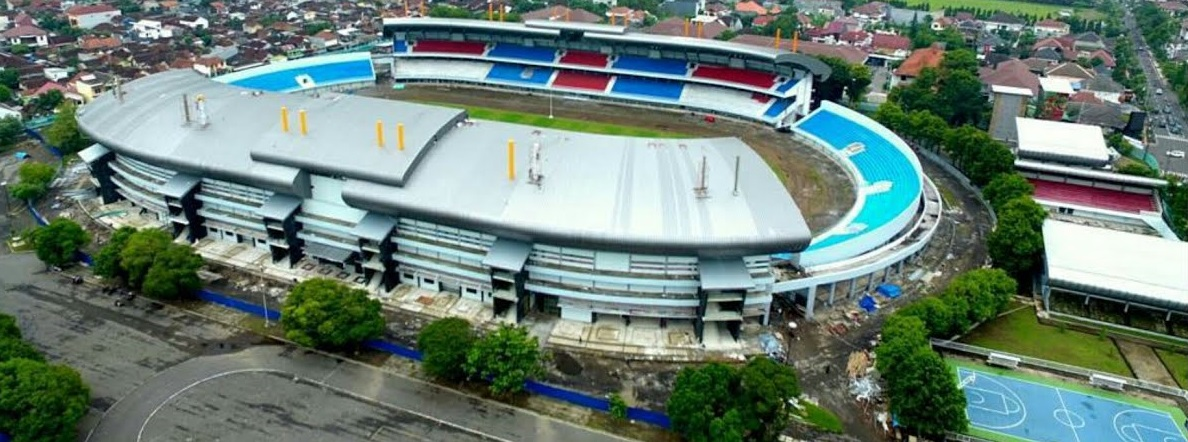
Mandala Krida Stadion nach der Renovierung 2013